# 錫尼 (密蘇里州)
錫尼（英語：Seney）是位於美國密蘇里州梅肯縣的非建制地區。

## 歷史
錫尼的郵局於1874年設立，其後於1904年停運。

## 地理
錫尼所處的海拔為高於海平面270米（即886英呎），而該地所採用的時區為UTC-6，即北美中部時區（CST）。同時該地設有夏令時間，為UTC-6調快一小時，即UTC-5（CDT）。